# Circulifolium
Circulifolium là một chi rêu trong họ Neckeraceae.